# Genshin Impact
Genshin Impact (кит. 原神 Юаньшэнь, яп. 原神 Гэнсин, буквально: Первоначальный бог) — компьютерная игра в жанре action-adventure с открытым миром и элементами RPG, разработанная китайской компанией miHoYo Limited. Игра распространяется посредством цифровой дистрибуции по модели free-to-play, но имеет внутриигровой магазин, использующий реальную валюту. В основе Genshin Impact лежит система «гача», называемая в игре «молитвой».
Действие Genshin Impact происходит в фэнтезийном мире Тейват, который является домом для семи различных народов, каждый из которых связан с отдельной стихией и управляется отдельным богом, называемым во вселенной игры «Архонт». Сюжет рассказывает о Путешественнике, который странствует по бесчисленным мирам со своим братом или же сестрой-близнецом (в зависимости от того, кого игрок выберет в начале игры), прежде чем разлучиться в Тейвате. Вместе со своей спутницей-компаньоном Паймон Путешественник отправляется на поиски своего потерянного близнеца, одновременно участвуя в делах народов Тейвата. 
Разработка Genshin Impact началась в 2017 году. В целом, игра получила положительные отзывы: критики хвалили её боевую механику и захватывающий открытый мир, но критиковали систему монетизации. Выручка от запуска за первый год составила более 3 миллиардов долларов, что является самым высоким показателем среди всех других когда-либо выпускаемых видеоигр, а доход составил более 4 миллиардов долларов. 

## Игровой процесс
В игре игроку необходимо управлять одним из четырёх взаимозаменяемых персонажей в группе. Переключение между персонажами может быть выполнено быстро во время боя, что позволяет игроку использовать несколько различных комбинаций навыков и атак. Способности персонажей могут быть усилены различными способами, например, повышением уровня персонажа, улучшением артефактов и оружия, которым вооружён персонаж. В дополнение к исследованию, игрок может проходить различные испытания за вознаграждение. По всему Тейвату можно встретить подземелья, боссов и испытания, за прохождение которых можно получить ценные ресурсы. Выполнение различных заданий повышает ранг приключений, что, в свою очередь, открывает новые задания и испытания. По мере увеличения ранга приключений появляется возможность повысить и уровень мира, что влияет на  силу врагов в мире и редкость наград за победу над ними.
Игрок может управлять своим персонажем и выполнять такие действия, как бег, лазание, плавание и скольжение, ограниченные выносливостью. Некоторые персонажи обладают способностями, которые могут изменять окружающую среду, например, замораживать воду, создавая ледяную дорожку, которая может помочь игроку в пересечении местности. По всему миру существует множество точек телепортации, благодаря которым игроки могут быстро перемещаться. В числе точек телепортации и Статуи Архонтов, которые могут исцелять и оживлять персонажей, а в результате их возвышения дают многочисленные награды и увеличивают шкалу выносливости игрока. Такие предметы, как еда и руда, можно добыть в открытом мире, в то время как враги и из сундуков с сокровищами можно получить другие виды ресурсов, которые могут быть использованы для повышения силы персонажа. Игроки могут добывать пищу, охотясь на животных, собирая фрукты и овощи или покупая их в магазине. Кроме того, существуют специальные боевые локации, называемые «Подземельями», в которых можно получить артефакты и материалы, увеличивающие силу персонажа и оружия. Из различных ингредиентов игроки могут приготовить блюда, восстанавливающие здоровье персонажей или повышающие различные характеристики. Игроки также могут добывать руду, которую можно перерабатывать, а затем использовать для создания оружия или повышения своей силы.
Каждый персонаж обладает двумя уникальными боевыми способностями: элементальным навыком и взрывом стихии. Элементальный навык может быть использован в любое время, за исключением периода восстановления сразу после использования. Напротив, взрыв стихий требует накопления достаточного количества энергии стихий путём победы над врагами или наложения эффектов состояния стихий. Персонажи контролируют один из семи природных элементов: Крио, Дендро, Пиро, Гидро, Анемо, Электро и Гео, которые соответствуют льду, растениям, огню, воде, ветру, электричеству и камню . Эти элементы по-разному взаимодействуют друг с другом; например, если Гидро поражает цель, противнику будет нанесён эффект статуса «Мокрый», а если в него попадает последующая криоатака, то эти два статусных эффекта объединяются и замораживают противника, временно не позволяя ему выполнять какие-либо действия или до тех пор, пока игрок не нанесёт противнику достаточный физический урон. Переключение между персонажами во время боя и использование этих навыков позволяет взаимодействовать с элементами. Для решения головоломок в мире могут потребоваться определённые способности стихий.
Выполняя задания для развития сюжета, игрок может изначально разблокировать четырёх дополнительных игровых персонажей, остальных персонажей можно получить с помощью механики «гача» и внутриигровых событий. Несколько премиальных игровых валют, которые можно получить через покупки в приложении и игру, можно использовать для получения персонажей и оружия через систему «гача». Система гаранта в гача-механизме позволяет игроку гарантированно получить редкие предметы после определённого количества розыгрышей.

## Разработка
miHoYO начала разработку Genshin Impact ещё в конце января 2017 года, с первоначальной командой, состоящей из 120 человек, которая выросла до 400 к концу того же года и достигла 700 человек к февралю 2021 года. Игра была представлена в июне 2019 года на выставке E3 2019. Для разработки игры использовался игровой движок Unity. Бюджет на разработку и маркетинг игры составил около 100 миллионов долларов, что делает её одной из самых дорогих видеоигр в истории. Между анонсом и релизом были проведены закрытые бета-тесты, позволяющие приглашённым игрокам исследовать открытый мир и взаимодействовать с ним. Игра включает в себя озвучку на 4 языках и 15 различных языков для интерфейса и субтитров.
The Legend of Zelda: Breath of the Wild высоко ценится командой разработчиков и упоминается как один из главных источников вдохновения для Genshin Impact. Главной целью являлось сделать игру, отличную от других MMORPG с точки зрения её квестовых и боевых систем, а также случайных событий и режима исследования. Игра была задумана как кроссплатформенная, поскольку разработка игры для ПК и консолей позволила разработчикам повысить графическую точность игры, например, рендеринг теней. Общее художественное видение игры призвано объединить художественный стиль аниме с большим количеством ключевых элементов из реальных культур. Например, Ли Юэ был впервые задуман как переосмысление китайской культуры с точки зрения фэнтези и был объединён со справочными материалами из национального лесного парка Чжанцзяцзе и горы Тяньмэнь для создания региона.

### Музыка
Чэнь Юпэн из HOYO-MiX сочинил оригинальную партитуру игры, которая была исполнена Лондонским филармоническим оркестром, Шанхайским симфоническим оркестром и Токийским филармоническим оркестром. Подход к созданию саундтрека заключался в том, чтобы погрузить игроков в мир игры и обеспечить эмоциональные и красивые мелодии. Основанная на фундаменте западной музыки, партитура также имеет региональные и культурные влияния, добавленные в зависимости от региона. Например, в Мондштадте Yu-Peng Chen использовал деревянные духовые инструменты, чтобы отразить ассоциацию Мондштадта с ветром и свободой. Напротив, темы битвы используют полифонию и другие методы сочинения, а также имитируют элементы оркестровки таких композиторов, как Бетховен. Периодически выпускалось несколько альбомов с саундтреками, включающими музыку о персонажах и регионах игры. За свою работу над саундтреком Yu-Peng Chen был удостоен звания «Выдающийся артист — прорыв в музыке» на ежегодной премии Game Music Awards 2020. В интервью, опубликованном в апреле 2021 года, Чен выразил заинтересованность в выпуске саундтреков на компакт-диске, а также в проведении концертов в будущем. Первый концерт состоялся виртуально 3 октября 2021 года под названием «Мелодии бесконечного путешествия», в нём приняли участие несколько групп и оркестр, исполнявшие различные саундтреки из игры. 4 февраля 2022 года состоялся второй виртуальный концерт под названием «Отражения весны» с участием Шанхайского симфонического оркестра, исполняющего саундтреки из региона Ли Юэ.

## Релиз
О всемирном выпуске игры 28 сентября было объявлено 17 августа для ПК и мобильных платформ, а 28 августа стало известно, что версия для PlayStation 4 будет выпущена в тот же день. 11 ноября игра стала доступна на PlayStation 5 благодаря обратной совместимости. 28 апреля 2021 года была выпущена версия игры для PlayStation 5 с улучшенными визуальными эффектами, ускоренным временем загрузки и поддержкой контроллеров DualSense. Известно, что игра будет выпущена на Nintendo Switch, однако дата релиза ещё неизвестна. В мае 2022 года команда разработчиков подтвердила, что версия для Nintendo Switch всё ещё находится в разработке.
Вскоре после запуска игры miHoYo опубликовала дорожную карту обновлений на следующие месяцы. Эти обновления контента планируется внедрять в игру каждые шесть недель. Дополнительные патчи в будущем добавят больше событий и новых областей Тейвата. Поскольку это долгосрочный проект, большая часть игры ещё не завершена. На момент выпуска были выпущены только два из семи основных регионов, предназначенных для игры, и miHoYo ожидает, что для завершения истории игры потребуется несколько лет. В презентации, сделанной в феврале 2021 года, президент miHoYo Цай Хаоюй подсчитал, что текущая разработка игры будет стоить 200 миллионов долларов в год. Перед выпуском игры miHoYo выпустила мангу с 2018 по 2019 год, в которой подробно описывается предыстория её персонажей и вымышленный мир Тейвата, а другие планы на будущее включают серию комиксов, игрушек и возможный полнометражный фильм.
В сентябре 2022 года miHoYo объявил о партнёрстве с японской анимационной студией Ufotable для разработки аниме-адаптации на основе игры.

## Приём
| Сводный рейтинг       | Сводный рейтинг                                |
| Агрегатор             | Оценка                                         |
| --------------------- | ---------------------------------------------- |
| Metacritic            | iOS: 82/100 PC: 84/100 PS4: 81/100 PS5: 86/100 |
| OpenCritic            | 80/100                                         |
| Иноязычные издания    |                                                |
| Издание               | Оценка                                         |
| Destructoid           | 7,5/10                                         |
| Famitsu               | 35/40                                          |
| Game Informer         | 9,25/10                                        |
| GameSpot              | 7/10                                           |
| IGN                   | 9/10                                           |
| Русскоязычные издания |                                                |
| Издание               | Оценка                                         |
| StopGame.ru           | Изумительно                                    |
| «Игромания»           | [ 82 ]                                         |
| «Игры Mail.ru»        | 8,5/10                                         |
| «Канобу»              | 7/10                                           |

Согласно агрегатору обзоров Metacritic, Genshin Impact получил «в целом положительные отзывы». Открытый мир Тейвата заслужил похвалу: Трэвис Нортап из IGN описал Тейват как «мир, который буквально трещит по швам от возможностей», а Джордан Хелм из Hardcore Gamer описал его как «одну большую экологическую головоломку». Ли Юэ был назван Сиси Цзян из Kotaku как «один из самых захватывающих регионов, которые я посетил в видеоиграх за последние годы», а также отметил, что этот регион «демонстрирует идеализированное изображение китайского языка». Game Informer оценил игру на 9,25 балла из 10. В своей рецензии автор похвалил механику взаимодействия стихийных заклинаний персонажей и их влияние на мир, слабой стороной рецензент назвал сюжет. Рецензент из Destructoid в свой статье отметил, что самым успешным элементом игры является её боевая система, а вот мир в промежутках между заданиями кажется слишком пустым. Игра получила от издания 7,5 балла из 10. Джин Парк из Washington Post назвал игру революционной для жанра и выразил восхищение миром игры, «качество которого соответствует лучшим в игровой отрасли впечатлениям». Polygon также похвалил игру за то, что она отличается от других игр в своём жанре и является привлекательной для «аудитории, не входящей в типичную демографическую группу мобильных игр», а также для «новых игроков без мощного оборудования, чтобы играть в более традиционные и ресурсоёмкие ролевые игры». Кейти Клайн из NPR назвала игру «забавной» и восхитилась количеством контента, несмотря на то, что игра является бесплатной. Канобу назвали игру «неоднозначной», похвалив геймплей, исследование мира, в то время как критика затронула условно-бесплатную модель игры с вытекающими нюансами. Кирилл Волошин из StopGame назвал игру «первой высокобюджетной гача-игрой AAA-качества», похвалив сюжет, звуковое и музыкальное сопровождение, визуальный стиль и нетривиальную систему взаимодействия стихий в сражениях, поставив оценку «изумительно».
Большая часть критических замечаний по поводу Genshin Impact исходит от аспектов free-to-play игры. Kotaku отмечает, что, хотя игра обеспечивает солидный опыт, в ней также есть «некоторая типичная чушь, которая идёт вместе с ценником в ноль долларов». GameSpot поддержал эту критику, отметив, что игре «немного мешают ограничения, налагаемые её бесплатной моделью». PC Gamer написал, что игра со временем становится «утомительной», а система молитв «кажется такой ненужной». Предупреждая игроков о том, насколько хищнической является монетизация, The Washington Post добавила, что такая хорошо продуманная игра с эстетической точки зрения может привести некоторых к азартным играм с игровой системой «гача». Игромания назвала игру «китайской подделкой», раскритиковав сюжет, неглубокий геймплей, азартную систему и технические проблемы версии для PlayStation 4, в итоге поставив игре 3 балла из 5.

### Награды
В преддверии выпуска игра выиграла публичный опрос Tokyo Game Show Media Awards 2020, заняв 1-е место среди 14 других игр. Genshin Impact была признана игрой 2020 года по версии Google Play и Apple App store. Остальные номинации представлены ниже.
| Год  | Награда                | Категория                   | Результат | Источник |
| ---- | ---------------------- | --------------------------- | --------- | -------- |
| 2020 | TapTap Game Awards     | «Игра года»                 | Победа    | [ 100 ]  |
| 2020 | Golden Joystick Awards | «Самая ожидаемая игра года» | Номинация | [ 101 ]  |
| 2020 | App store              | «Игра года»                 | Победа    | [ 102 ]  |
| 2020 | Google Play            | «Лучшая игра»               | Номинация | [ 102 ]  |
| 2020 | Google Play            | «Игра года»                 | Победа    | [ 102 ]  |
| 2020 | The Game Awards 2020   | «Лучшая мобильная игра»     | Номинация | [ 103 ]  |
| 2020 | The Game Awards 2020   | «Лучшая ролевая игра»       | Номинация | [ 104 ]  |
| 2021 | Apple Design Awards    | «Особая награда за графику» | Победа    | [ 104 ]  |
| 2021 | The Game Awards 2021   | «Лучшая мобильная игра»     | Победа    | [ 105 ]  |
| 2021 | The Game Awards 2021   | «Выбор игроков»             | Номинация | [ 105 ]  |
| 2022 | Golden Joystick Awards | «Ещё играю»                 | Победа    | [ 106 ]  |
| 2022 | The Game Awards 2022   | «Выбор игроков»             | Победа    | [ 107 ]  |
| 2022 | The Game Awards 2022   | «Лучшая мобильная игра»     | Номинация | [ 108 ]  |
| 2022 | The Game Awards 2022   | «Лучшая игра-сервис»        | Номинация | [ 108 ]  |

### Коммерческий успех
Перед выпуском игры количество предварительных регистраций превысило 10 миллионов, более половины из которых были зарегистрированы за пределами Китая. По некоторым данным, эта игра стала крупнейшим международным релизом среди всех китайских видеоигр.
Старт Genshin Impact стал самым массовым среди китайских игр, через несколько часов после запуска количество зрителей трансляций на Twitch превысило 110 тысяч. По информации компании Sensor Tower, мобильные версии игры за неделю заработали около 60 миллионов долларов США. Быстрее чем за две недели игра принесла своим разработчикам более 100 миллионов долларов США и окупилась. За первый месяц одна только мобильная версия игры принесла своим создателям 245 миллионов долларов. За два месяца мобильная версия игры принесла своим создателям 393 миллиона долларов США, став второй самой кассовой мобильной игрой за этот период. В США её выпуск стал крупнейшим запуском ролевой игры на мобильных устройствах в истории.
На мобильных платформах Genshin Impact заработала более 393 миллионов долларов в течение двух месяцев после выпуска и более 1 миллиарда долларов к концу марта 2021 года, что является третьим по величине доходом от мобильной игры за этот период после Honor of Kings и PUBG Mobile и одной из самых кассовых мобильных игр всех врёмен и самой быстрой игрой, достигшей этого рубежа в Google Play и App Store. К октябрю 2021 года игра собрала 2 миллиарда долларов. Она стала третьей по прибыльности мобильной игрой в мире в 2021 году с 1,9 миллиардами долларов. К декабрю 2021 года игра собрала 3 миллиарда долларов на устройствах iOS и Android по всему миру. Крупнейшим мобильным рынком игры является Китай с 30 % выручки, за ним следует Япония с 23 %, а затем США с 20 % выручки.
По оценкам, на всех платформах (включая мобильные, консольные и компьютерные платформы) игра собрала почти 3,7 миллиарда долларов в первый год к сентябрю 2021 года, что является самой высокой выручкой за всю историю выпуска видеоигр за первый год после запуска. Мобильная версия собрала ещё 567 миллионов долларов в период с января по март 2022 года, в сумме более 4,267 миллиарда долларов.

## Противоречия и скандалы
Когда игра была впервые представлена на съезде ChinaJoy в 2019 году, она сразу же была встречена критикой игроков, утверждавших, что игра имеет сходство с Breath of the Wild. Поклонники Zelda на съезде продемонстрировали явные жесты в сторону стенда Sony, причём один человек в знак протеста уничтожил свою консоль PlayStation 4.
Вскоре после выпуска игры, игроки обнаружили, что читерская система ядра игры остаётся активной после закрытия или удаления, что вызвало опасения, что в игре установлено шпионское ПО. Некоторые японские игроки, использующие устройства iOS, также заметили, что игра считывает содержимое буфера обмена игроков при запуске. miHoYo объявил, что обе проблемы были результатом ошибок кодирования, и что они были решены и исправлены.
6 октября 2020 года журналист и стример стриминговый платформы Twitch Казума Хашимото опубликовал в социальной сети Twitter видео, демонстрирующее цензуру во внутриигровом чате — слова «Гонконг» и «Тайвань» скрывались при отправке сообщения. Поскольку разработчик игры, miHoYo, находится в Китае, на них распространяется политика цензуры Китая, которая включает в себя соблюдение относительно большого списка запрещённых слов, которые нельзя использовать в игре или в чате. Запрещены и другие термины, не связанные с китайской политикой, такие как «Путин», «Гитлер» и «Сталин». Помимо чисто политических слов, безобидные термины, такие как «враги» и «слова», также подвергались цензуре.
В ноябре 2020 года игра вызвала споры во время выпуска обновления 1.2 с добавлением персонажа Чжун Ли, из-за того, что его игровой процесс и комплект были сочтены плохими до такой степени, что это было воспринято как оскорбление китайских игроков. miHoYo изначально ответил на разногласия по поводу персонажа, заявив, что новый персонаж не имеет проблем с балансом в сложности. Однако, позже miHoYo принёс извинения и пообещал улучшить комплект персонажа путём бета-тестирования версии 1.3.
В марте 2021 года компания быстрого питания KFC объявила о совместном мероприятии в Китае, на котором клиентам предлагались эксклюзивные значки и внутриигровые предметы тем, кто говорил фразу «Встретьтесь в другом мире, наслаждайтесь вкусной едой!» у сотрудников ресторана. В результате акции, магазины KFC в Нанкине и Ханчжоу были переполнены фанатами. Несмотря на все усилия властей по соблюдению правил COVID-19, акция быстро была закрыта.
В апреле 2021 года некоторые игроки призвали бойкотировать игру из-за заявлений о фанатизме в её содержании. Некоторые другие пользователи отметили, что единственные игровые персонажи с тёмной кожей описывались в игре как «экзотичные» или «страшные». Критика также была направлена на то, что один из взрослых персонажей игры выражал любовь к другому персонажу, который выглядит как ребёнок, хотя это могло быть оплошностью, поскольку было отмечено, что рассматриваемый персонаж использовал модель взрослого на более ранних стадиях разработки.
28 сентября 2021 года оценка игры в магазине приложений Google Play резко снизилась. Это было связано с накопившимися проблемами в игре; последней каплей стали награды на годовщину, которые игроки посчитали недостаточными для столь крупного события в истории игры. Игроки решили пойти на крайние меры для того, чтобы повлиять на разработчиков игры. Позже компания miHoYo Limited выступила с заявлением и сообщила, что для фанатов приготовлены особые подарки.
24 августа 2022 года была выпущена версия игры 3.0, в которой был представлен регион Сумеру. Считается, что персонажи Сумеру «явно вдохновлены культурами Юго-Западной Азии, Северной Африки и Южной Азии», но большинство из них белокожие, что вызывало обвинения в побелке и колоризме. 26 августа 2022 года актриса озвучивания персонажа Дори на английском языке Анджали Кунапанени подверглась множеству преследований и критики, что заставило её отключить Direct Messages в своём Твиттере.
12 июля 2024 был анонсирован новый регион Натлан, основанный на культуре Доколумбовых цивилизаций Южной и Северной Америки, Чёрной Африки и Океании, однако нововведение было в очередной раз воспринято с критикой среди множества фанатов из-за обвинений в колоризме и культурной апроприации. Некоторые предлагали бойкотировать игру, а также создали петицию с целью «прекратить культурную апроприацию и обеление в своих играх и взять на себя обязательство уважительного и точного представления всех культур»; также некоторые актёры озвучек персонажей на различных языках требовали от разработчиков изменить свой подход к созданию дизайнов персонажей.

### Проблемы безопасности
Сайт игры получил критику, поскольку на нём изначально отсутствовали функции безопасности, повсеместно распространённые на других сайтах, таких как двухфакторная аутентификация. 19 октября 2020 года была обнаружена уязвимость в системе безопасности, которая раскрывала номер телефона, связанный с учётной записью игрока, во время попытки восстановления пароля на веб-сайте miHoYo. Однако проблема не была устранена до 9 ноября 2020 года. Компания miHoYo выпустила уведомления после сообщений о нарушениях безопасности, в которых игрокам рекомендовалось быть осторожными при предоставлении информации об учётной записи и привязывать свою учётную запись к своему адресу электронной почты и номеру телефона. В мае 2021 года была добавлена двухфакторная аутентификация всякий раз, когда игрок входит в систему на новом устройстве.
Как и в других онлайн-играх, в игре используется античит-система, реализованная драйвером ядра. Драйвер используется для предотвращения выполнения другими программами внедрения кода, проверки памяти и других манипуляций с процессами. Изначально драйвер античита оставался загружённым после завершения игры. Эта проблема была исправлена вскоре после выхода игры.